# Expedition 21

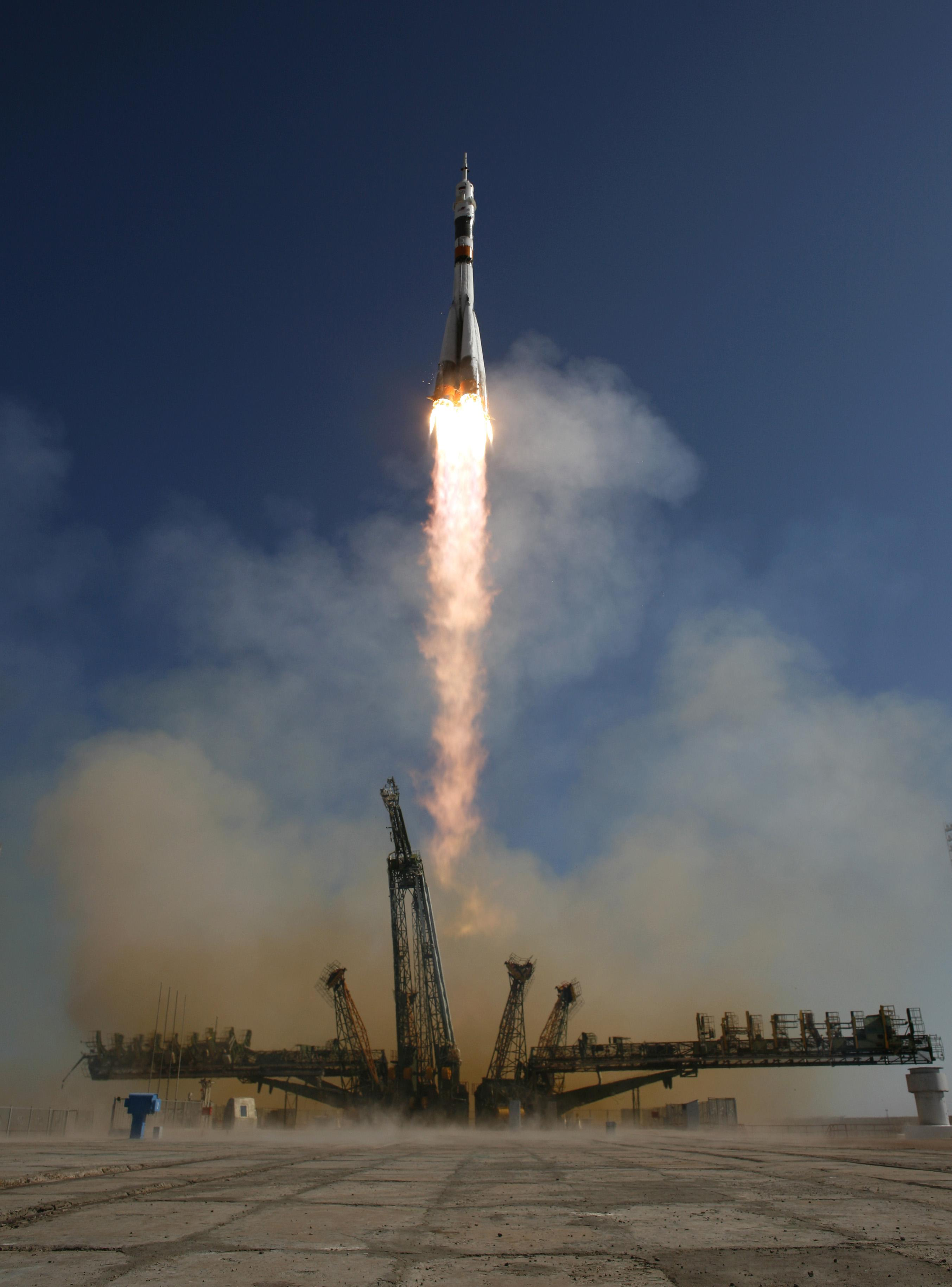
Expedition 21 decolla.

L'Expedition21 è stato il ventunesimo equipaggio della Stazione spaziale internazionale.
La missione è partita il 30 settembre 2009. Frank De Winne è stato il primo astronauta dell'Agenzia Spaziale Europea ad assumere il comando della stazione spaziale.
Lo scambio tra l'Expedition 20 e l'Expedition 21 ha richiesto la presenza contemporanea di tre Sojuz attraccati alla stazione, è stata la prima volta che si è verificato questo fatto.
La Sojuz TMA-16 ha portato gli ultimi membri della Expedition 21 verso la ISS con il turista spaziale Guy Laliberté. Laliberté ha fatto poi ritorno con la Sojuz TMA-14 insieme a due membri della Expedition 20.
Nicole Stott fu l'ultima appartenente ad un equipaggio expedition a volare su uno Space Shuttle. Fece infatti il suo ritorno sulla terra a bordo di STS-129 nel novembre 2009.

## Equipaggio
| Ruolo               | Ottobre – Novembre 2009               | Novembre – Dicembre 2009              |                                       |
| ------------------- | ------------------------------------- | ------------------------------------- | ------------------------------------- |
| Comandante          | Frank De Winne, ESA Secondo volo      | Frank De Winne, ESA Secondo volo      | Frank De Winne, ESA Secondo volo      |
| Ingegnere di volo 1 | Roman Romanenko, Roscosmos Primo volo | Roman Romanenko, Roscosmos Primo volo | Roman Romanenko, Roscosmos Primo volo |
| Ingegnere di volo 2 | Robert Thirsk, CSA Secondo volo       | Robert Thirsk, CSA Secondo volo       | Robert Thirsk, CSA Secondo volo       |
| Ingegnere di volo 3 | Jeffrey Williams, NASA Terzo volo     | Jeffrey Williams, NASA Terzo volo     | Jeffrey Williams, NASA Terzo volo     |
| Ingegnere di volo 4 | Maksim Suraev, Roscosmos Primo volo   | Maksim Suraev, Roscosmos Primo volo   | Maksim Suraev, Roscosmos Primo volo   |
| Ingegnere di volo 5 | Nicole Stott, NASA Primo volo         |                                       |                                       |

### Equipaggio di riserva
- Chris Hadfield - Comandante
- Dimitri Kondratyev
- André Kuipers
- Shannon Walker
- Aleksandr Skvortsov
- Catherine Coleman